# Cosimo Imperiali
Cosimo Imperiali (Genova, 24 aprile 1685 – Roma, 13 ottobre 1764) è stato un cardinale italiano.

## Biografia
Nacque il 24 aprile 1685 a Genova. Era il quarto ed ultimo figlio del futuro doge di Genova Ambrogio Imperiale.
Venne creato cardinale nel concistoro del 26 novembre 1753 da papa Benedetto XIV.
Ricevette esclusivamente gli ordini minori. Partecipò al conclave del 1758 che elesse papa Clemente XIII.
Morì il 13 ottobre 1764, all'età di settantanove anni.